# 上アブハジア
上アブハジア（かみアブハジア、グルジア語: ზემო აფხაზეთი、グルジア語ラテン翻字: Zemo Apkhazeti、アブハズ語: Аҧсны хыхьтәи）は、1992年のアブハジア戦争以降もジョージアの支配下にあったアブハジア紛争地域の北東部を指す用語であり、2006年に導入された。2006年9月から2008年8月まではチハルタにアブハジア自治共和国政府が置かれ、アジャラを行政中心地とした。2008年8月のコドリ渓谷の戦いにてロシア軍とアブハジア共和国軍が侵攻・占領した。

## 地理

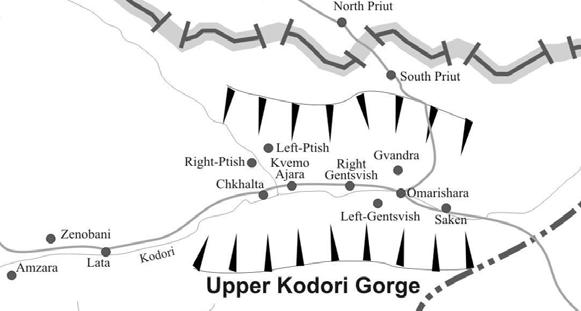
コドリ渓谷上流とその周辺の集落

上アブハジアは地理的にロシアとの国境にあり、コドリ渓谷上流、チハルタ尾根、マルヒ峠などからなる。人口は約2,000人で、居住者の多くはジョージア人（スヴァン人）である。この地域の面積はアブハジア共和国の領土の約29パーセントに相当し、アブハジア共和国が支配する首都スフミやその他の主要都市に近いことから、戦略的に重要な地域である。

## 歴史
この地域は1994年以来、地元の民兵指導者エムザル・クヴィツィアニが大部分を統治し、ジョージア政府はコドリ渓谷に対して非常に緩やかな権限を行使するに留まっていた。アブハジアの分離主義勢力はコドリ渓谷に侵入することができなかった。2006年7月、エムザル・クヴィツィアニはジョージア政府に反旗を翻し、ジョージア政府は警察を動員して対抗した（コドリ渓谷危機）。この戦いはジョージア側が勝利を収め、ジョージアはこの地域の支配権をより強固なものにした。これ以降、この地域を指す用語として、主にジョージア政府やメディアで「上アブハジア」という語が使用されるようになった。
アブハジア分離主義者の統治に反対する勢力とその支援者らによる北コーカサスの同盟がスフミを陥落してから13周年目の2006年9月27日、ジョージアが支配するコドリ地域とその周辺について正式に「上アブハジア」と改名され、「暫定行政センター」として法令上のアブハジア自治共和国政府の拠点となることが宣言された。この宣言について、アブハジア共和国とロシアの抗議は抗議を行った。宣言同日、ジョージアの首都トビリシからミヘイル・サアカシヴィリ大統領やカトリコス総主教イリア2世などの代表団が参加し、法令上の政府の新庁舎が発足した。この地域では、インフラの再建や治安サービスの強化など、大規模な復興プログラムが進められた。ジョージア中央選挙管理委員会は上アブハジア選挙区を設置し、2006年の地方選挙では初めてこの地域の住民がジョージアの選挙に参加した。
ロシア・ジョージア戦争中の2008年8月12日、ロシアとアブハジア共和国の軍がコドリ渓谷の戦いを制し、上アブハジアの支配権を奪取した。